# BAHD1
BAHD1 (bromo adjacent homology domain-containing protein 1) és una proteïna nuclear codificada per un sol gen que en els humans es troba en el cromosoma 15, en el braç q15.1. Només es troba en els animals vertebrats, en els seus nuclis interfàsics.

## Seqüència

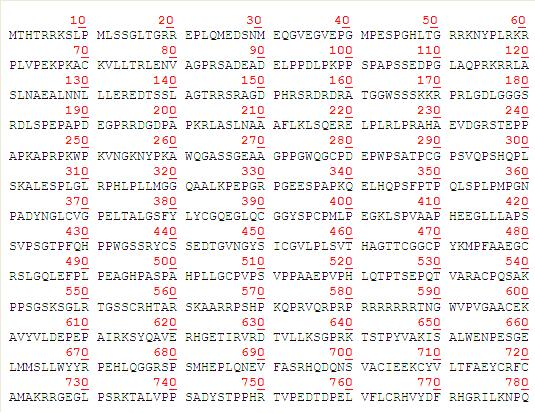
Seqüència d'aminoàcids de la isoforma 1.

Té una seqüència d'uns 780 aminoàcids, amb una seqüència N-terminal rica en prolina i un senyal de localització nuclear central. Hi ha tres isoformes d'aquesta proteïna, totes elles semblants en longitud (la isoforma 1 té 780 residus, la isoforma 2 en té 779 i la isoforma 3 en té 777) i en massa molecular (al voltant dels 84 Da).:

## Funció
Aquesta proteïna s'encarrega de silenciar gens, reprimint la transcripció d'aquests en interaccionar amb els factors de l'heterocromatina, evitant així que aquests gens es manifestin en forma de proteïnes a través dels processos de transcripció i traducció i puguin realitzar les seves corresponents funcions. Concretament silencia és el gen IGF2, present durant el desenvolupament dels embrions. IGF2 i d'altres cèl·lules involucrats amb el desenvolupament de l'embrió es troben normalment inactius en adults sans, però en molts tipus de càncer s'activen i causen la proliferació de cèl·lules que poden conduir a la formació de tumors. Així doncs, aquesta proteïna silenciadora actua evitant la formació de tumors deguts a proliferacions de cèl·lules causades pel gen IGF2.